# Broussy-le-Grand
Broussy-le-Grand település Franciaországban, Marne megyében. Lakosainak száma 312 fő (2022. január 1.). Broussy-le-Grand Coizard-Joches, Vert-Toulon, Courjeonnet, Broussy-le-Petit, Allemant, Linthes, Connantre és Bannes községekkel határos.

## Népesség
A település népességének változása:
| Lakosok száma | 260  | 248  | 258  | 290  | 314  | 315  | 312  | 312  | 312  | 312  |
|               | 1968 | 1982 | 1990 | 2006 | 2013 | 2015 | 2017 | 2019 | 2020 | 2022 |